# 三亚运动
三亚运动是指在1942年第二次世界大战前夕，日本提出“三亚运动”的宣传口号。三亚运动既是“亚洲的领袖、亚洲的保护者、亚洲之光”。